# Lepidopsetta polyxystra
Espèce
Lepidopsetta polyxystra est une espèce de poissons de la famille des Pleuronectidae.